# Dominick Cruz
Pour les articles homonymes, voir Cruz.
Dominick Rojelio Cruz,
né le 9 mars 1985 à Chula Vista en Californie, est un pratiquant américain d'arts martiaux mixtes (MMA). Il fut deux fois champion des poids coqs de l'UFC. Sa carrière a notamment été marquée par plusieurs blessures de longue durée.
Il devient le champion des poids coqs du World Extreme Cagefighting en battant Brian Bowles en mars 2010 et défend ce titre jusqu'à l'événement final de cette organisation en décembre 2010 pour devenir le premier champion des poids coqs de l'UFC. Continuant sa série de victoires jusqu'en 2012, sa carrière est une première fois freinée par une blessure qui l'éloigne de la compétition durant près de trois ans. Il est d'ailleurs destitué de son titre durant cette pause jugée trop longue. Il marque son retour par une victoire par KO au premier round mais est à nouveau écarté une année de plus à la suite d'une nouvelle blessure. Cruz signe un retour gagnant début 2016, en récupérant le titre de champion et fait ainsi son entrée dans le cercle fermé des combattants ayant remporté plusieurs titres de champion de l'UFC.

## Parcours en arts martiaux mixtes

### World Extreme Cagefighting
Sa défense de titre suivante est prévu face à Scott Jorgensen lors du WEC 53, le 16 décembre 2010.
Le match gagne un nouvel enjeu à l'annonce de la fusion du WEC et de l'Ultimate Fighting Championship. 
Ainsi, l'affrontement doit désormais également couronner le premier champion poids coq de l'UFC.
Cruz devance son adversaire sur les cinq rounds du combat, conserve alors son titre et s'empare de la première ceinture de cette nouvelle catégorie à l'UFC.

### Ultimate Fighting Championship

#### Champion des poids coqs de l'UFC
C'est dans un match revanche face à Urijah Faber lors de l'UFC 132, le 2 juillet 2011 que Dominick Cruz doit défendre pour la première fois son titre de champion des poids coqs de l'UFC. Faber est alors le seul à avoir infligé une défaite à Cruz.
Les deux hommes livrent un combat serré lors de ce combat principal de la soirée, et Cruz remporte la victoire par décision unanime (50-45, 49-46, 48-47).
Demetrious Johnson est ensuite le prochain prétendant au titre et les deux combattants se rencontrent le 1er octobre 2011, en vedette de l'UFC on Versus 6.
Face à cet adversaire plus petit mais plus rapide, d'ailleurs futur champion des poids plumes de l'organisation, Dominick Cruz parvient à contrôler les cinq reprises du match, tant debout qu'au sol, pour remporter le combat par décision unanime (50-45, 50-45, 49-46),.
Après sa victoire face à Brian Bowles lors de l'UFC 139 en novembre 2011, Urijah Faber s'offre une nouvelle chance pour le titre des poids coqs.
Début décembre, Cruz et Faber sont en effet annoncés comme entraîneurs de la 15e saison de la série The Ultimate Fighter.
Comme le veut l'émission, les deux combattants doivent s'affronter à la fin de celle-ci et le match est d'abord prévu pour l'UFC 148 du 7 juillet 2012.
Mais début mai, Cruz déclare forfait à cause d'une déchirure de ligament croisé survenue à l'entrainement.
L'UFC décide alors de mettre en place un titre intérimaire et remplace Cruz par Renan Barão
qui remporte cette ceinture lors de l'UFC 149, le 21 juillet 2012.

#### Destitution du titre, retour à la compétition et nouvelle blessure
Fin octobre 2013, le retour du champion est annoncé dans un match face au toujours champion intérimaire, Renan Barão, afin d'unifier les titres lors de l'UFC 169, le 1er février 2014.
D'abord prévu comme second combat principal, il est finalement préféré comme tête d'affiche de l'événement.
Mais le combat n'a pas lieu, puisqu'à un mois de l'échéance, Cruz déclare forfait pour une nouvelle blessure à l'aine. Cruz est alors destitué de son titre et Barão promu champion légitime des poids coqs de l'UFC.
Il revient finalement après près de trois ans à l'écart de la compétition, face à Takeya Mizugaki lors de l'UFC 178 du 27 septembre 2014.
Après avoir amené son adversaire au sol, il enchaine avec des coups de poing qui obligent l'arbitre à intervenir et déclarer Cruz vainqueur par TKO après seulement une minute dans le premier round.
Cette victoire lui permet de décrocher un bonus de performance de la soirée.
Lors de la conférence de presse suivant la soirée, le président de l'organisation, Dana White, l'annonce même comme le prochain prétendant au titre, face au champion actuel T.J. Dillashaw.
Mais trois mois plus tard, une nouvelle blessure au ligament croisé antérieur, l'écarte à nouveau de la compétition pour une durée indéterminée.

#### Reconquête du titre de champion des poids coqs de l'UFC
Malgré cette nouvelle convalescence qui l'écarte de la compétition durant plus d'un an, Dominick Cruz est tout de même programmé pour son retour face au toujours champion des poids coqs de l'UFC, T.J. Dillashaw, et ce en vedette de l'UFC Fight Night 81 du 17 janvier 2016.
Dans un combat serré et disputé, Cruz parvient à récupérer le titre en remportant l'affrontement par décision partagée (48-47, 46-49, 49-46).
Il se montre un plus précis et efficace que son adversaire debout, et réalise quatre amenées au sol contre une seule pour Dillashaw,.
Les deux hommes remportent le bonus du combat de la soirée.
Dominick Cruz devient ainsi le septième combattant à remporter un titre de champion de l'UFC à plusieurs reprises.
C'est ensuite lors d'une troisième rencontre avec Urijah Faber que Cruz doit défendre son nouveau titre lors de l'UFC 199, le 4 juin 2016 à Los Angeles.
Dominant lors du combat, le champion touche son adversaire en se mettant à l'abri des contres et réussit à le faire vaciller à deux reprises pour finalement remporter le match par décision unanime à la limite des cinq rounds (50-45, 50-45, 49-46)

#### Perte du titre
Dominick Cruz remet sa ceinture en jeu face au jeune espoir Cody Garbrandt en second combat principal de l'UFC 207, le 30 décembre 2016 à Las Vegas.
Ce dernier a déjà accumulé 10 victoires sans défaite dont 5 à l'UFC.
C'est d'ailleurs lui qui prend l'ascendant dans ce combat en marquant bien le champion et en étant même proche de finir avant la limite dans le quatrième round. Garbrandt remporte finalement la victoire par décision unanime (48-46, 48-46, 48-47) pour récupérer le titre des poids coqs de l'UFC.
Les deux combattants se voient aussi attribuer le bonus du combat de la soirée.

## Palmarès en arts martiaux mixtes
| 28 combats     | 24 victoires | 4 défaites |
| Par KO         | 7            | 2          |
| Par soumission | 1            | 1          |
| Sur décision   | 16           | 1          |

| Résultat | Record | Adversaire         | Méthode                                       | Événement                           | Date              | Round | Temps | Lieu                               | Notes |
| -------- | ------ | ------------------ | --------------------------------------------- | ----------------------------------- | ----------------- | ----- | ----- | ---------------------------------- | --- |
| Défaite  | 24-4   | Marlon Vera        | KO (coup de pied à la tête et coups de poing) | UFC Fight Night: Vera vs. Cruz      | 13 août 2022      | 4     | 2:17  | San Diego, Californie, États-Unis  | |
| Victoire | 24-3   | Pedro Munhoz       | Décision unanime                              | UFC 269                             | 11 décembre 2021  | 3     | 5:00  | Las Vegas, Nevada, États-Unis      | |
| Victoire | 23-3   | Cases Kenney       | Décision partagée                             | UFC 259                             | 6 mars 2021       | 3     | 5:00  | Las Vegas, Nevada, États-Unis      | |
| Défaite  | 22-3   | Henry Cejudo       | TKO (coup de genou et coups de poing)         | UFC 249: Ferguson vs. Gaethje       | 9 mai 2020        | 2     | 4:58  | Jacksonville, Floride, États-Unis  | Pour le titre des poids coqs de l’UFC.                                                                    |
| Défaite  | 22-2   | Cody Garbrandt     | Décision unanime                              | UFC 207: Nunes vs. Rousey           | 30 décembre 2016  | 5     | 5:00  | Las Vegas, Nevada, États-Unis      | Perd le titre des poids coqs de l'UFC. Combat de la soirée.                                               |
| Victoire | 22-1   | Urijah Faber       | Décision unanime                              | UFC 199                             | 4 juin 2016       | 5     | 5:00  | Los Angeles, États-Unis            | Défend le titre des poids coqs de l’UFC.                                                                  |
| Victoire | 21-1   | T.J. Dillashaw     | Décision partagée                             | UFC Fight Night: Dillashaw vs. Cruz | 17 janvier 2016   | 5     | 5:00  | Boston, Massachusetts, États-Unis  | Remporte le titre des poids coqs de l'UFC. Combat de la soirée.                                           |
| Victoire | 20-1   | Takeya Mizugaki    | KO (coups de poing)                           | UFC 178: Johnson vs. Cariaso        | 27 septembre 2014 | 1     | 1:01  | Las Vegas, Nevada, États-Unis      | Performance de la soirée.                                                                                 |
| Victoire | 19-1   | Demetrious Johnson | Décision unanime                              | UFC Live: Cruz vs. Johnson          | 1er octobre 2011  | 5     | 5:00  | Washington DC, États-Unis          | Défend le titre des poids coqs de l'UFC.                                                                  |
| Victoire | 18-1   | Urijah Faber       | Décision unanime                              | UFC 132: Cruz vs. Faber             | 2 juillet 2011    | 5     | 5:00  | Las Vegas, Nevada, États-Unis      | Défend le titre des poids coqs de l'UFC. Combat de la soirée.                                             |
| Victoire | 17-1   | Scott Jorgensen    | Décision unanime                              | WEC 53: Henderson vs. Pettis        | 16 décembre 2010  | 5     | 5:00  | Glendale, Arizona, États-Unis      | Défend le titre des poids coqs du WEC. Remporte le premier titre des poids coqs de l'UFC.                 |
| Victoire | 16-1   | Joseph Benavidez   | Décision partagée                             | WEC 50: Cruz vs. Benavidez          | 18 août 2010      | 5     | 5:00  | Las Vegas, Nevada, États-Unis      | Défend le titre des poids coqs du WEC.                                                                    |
| Victoire | 15-1   | Brian Bowles       | TKO (arrêt du médecin)                        | WEC 47: Bowles vs. Cruz             | 6 mars 2010       | 2     | 5:00  | Columbus, Ohio, États-Unis         | Remporte le titre des poids coqs du WEC.                                                                  |
| Victoire | 14-1   | Joseph Benavidez   | Décision unanime                              | WEC 42: Torres vs. Bowles           | 9 août 2009       | 3     | 5:00  | Las Vegas, Nevada, États-Unis      | Combat de la soirée.                                                                                      |
| Victoire | 13-1   | Iván López         | Décision technique unanime                    | WEC 40: Torres vs. Mizugaki         | 5 avril 2009      | 3     | 3:24  | Chicago, Illinois, États-Unis      | Le combat est arrêté après un coup de genou de Cruz interdit sur Lopez au sol mais jugé non intentionnel. |
| Victoire | 12-1   | Ian McCall         | Décision unanime                              | WEC 38: Varner vs. Cerrone          | 25 janvier 2009   | 3     | 5:00  | San Diego, Californie, États-Unis  | |
| Victoire | 11-1   | Charlie Valencia   | Décision unanime                              | WEC 34: Faber vs. Pulver            | 1er juin 2008     | 3     | 5:00  | Sacramento, Californie, États-Unis | Début en poids coq.                                                                                       |
| Victoire | 10-1   | Kenneth Aimes      | KO (coups de poing)                           | Total Combat 27                     | 22 mars 2008      | 1     | NC    | Yuma, Arizona, États-Unis          | |
| Défaite  | 9-1    | Urijah Faber       | Soumission (étranglement en guillotine)       | WEC 26: Condit vs. Alessio          | 24 mars 2007      | 1     | 1:38  | Las Vegas, Nevada, États-Unis      | Pour le titre des poids plumes du WEC.                                                                    |
| Victoire | 9-0    | Shad Smith         | Décision unanime                              | TC 18: Nightmare                    | 4 novembre 2006   | 3     | 5:00  | San Diego, Californie, États-Unis  | Début en poids plume. Remporte le titre vacant des poids plumes du Total Combat.                          |
| Victoire | 8-0    | Juan Miranda       | Soumission (étranglement arrière)             | TC 16: Annihilation                 | 9 septembre 2006  | 1     | 4:00  | San Diego, Californie, États-Unis  | Remporte le titre vacant des poids légers du Total Combat.                                                |
| Victoire | 7-0    | Dave Hisquierdo    | Décision partagée                             | Total Combat 15                     | 15 juillet 2006   | 3     | 5:00  | San Diego, Californie, États-Unis  | |
| Victoire | 6-0    | Michael Barney     | TKO (coups de poing)                          | RITC 79: The Rage Returns           | 24 février 2006   | 1     | 2:45  | Tucson, Arizona, États-Unis        | |
| Victoire | 5-0    | Nick Hedrick       | Décision unanime                              | RITC 75: Friday Night Fights        | 30 septembre 2005 | 3     | 3:00  | Glendale, Arizona, États-Unis      | |
| Victoire | 4-0    | Josh Donahue       | TKO (coups de poing)                          | RITC 74: In Your Face               | 10 septembre 2005 | 2     | 1:09  | Casa Grande, Arizona, États-Unis   | |
| Victoire | 3-0    | Tom Schwager       | TKO (coups de poing)                          | RITC 73: Arizona vs. Nevada         | 6 août 2005       | 1     | 0:56  | Glendale, Arizona, États-Unis      | |
| Victoire | 2-0    | Rosco McClellan    | TKO (coups de poing)                          | Rage in the Cage 70                 | 11 juin 2005      | 2     | 1:26  | Glendale, Arizona, États-Unis      | |
| Victoire | 1-0    | Eddie Castro       | Décision partagée                             | RITC 67: Back to the Dodge          | 29 janvier 2005   | 3     | 3:00  | Phoenix, Arizona, États-Unis       | |